# Краљевина Србија (1718—1739)
Краљевина Србија је назив за покрајину Хабзбуршке монархије која је постојала у централним деловима данашње Републике Србије између 1718. и 1739. године.

## Назив
Аустријски службени документи тога времена ову територију називају Краљевина Србија, а аустријски цар за себе узима титулу краља. Управник области имао је титулу гувернера, а управа области је названа Војна Командатура Краљевине Србије (нем. Militärkommandatur des Königreichs Serbien) (односно Servien по ондашњем изговору).

## Хабзбуршко освајање
Крајем 17. века, Хабзбуршка монархија је истерала Османлије из већег дела Панонске низије (укључујући Бачку и северозападни Срем), а границе успостављене 1699. године остављају у саставу Турске царевине Банат и југоисточни Срем.
Када је српска етничка територија, 1716–1718, од Далмације, преко Босне и Херцеговине до Београда и Подунавља опет постала поприште новог аустријско-турског рата, који је водио принц Еуген Савојски, Срби су учествовали у борби на страни Аустрије. Османско царство је тада, тзв. Пожаревачким миром изгубило све територије у Подунављу (Банат и део Срема), северне делове данашње централне Србије и северну Босну, делове Далмације, Малу Влашку и Пелопонез. По одредбама Пожаревачког мира 1718. године Хабзбуршка монархија је (између осталог) од Османског царства добила и Београд са северним деловима данашње централне Србије.

## Управа
У „Краљевини“ Србији је 1717–20. привремена војна управа на челу са грофом Одвијером, а од 1720. године грађанска управа — Администрација Србије (или Београдска администрација), која је била лично царево власништво. На челу администрације (званична титула је „председник администрације“ а незванична „гувернер“) је фелдмаршал Карл Александар, војвода од Виртемберга са по 2 саветника (грађанин + војник) за административну и за судску власт. Од 1733–36. гувернер Србије је генерал Марули а од 1736. фелдмаршал де Валис (обојица грофови). Административна и судска власт биле су у војним, а финансијска у коморским рукама. Војна власт је била потчињена Дворском ратном већу а коморска — Дворском коморском већу. Администрација Србије доста је зависила од одобрења која су слата из ових већа, али им је понекад неке одлуке и само стављала до знања.
Подручје данашње источне Србије, које је 1718. године такође дошло под аустријску управу, није укључено у састав Краљевине Србије, већ стоји под административном управом Темишвара тј. Тамишког Баната.

## Административна подела
Земља је подељена на 15 дистриката (округа, провизората) којом управља 11 провизора (с тим што поједини провизори управљају са по два дистрикта), који се деле на кнежине, а ове на села. Дистриктом управља провизор уз помоћ ишпана — жупана (као првог помоћника и заменика) и 2-3 ибрајтера, кнежинама оборкнезови а селима кнезови. Провизор врши административну, судску, полицијску и финансијску власт. Оборкнезови и кнезови су задржани из турских времена док су остали новодоведени чиновници који добијају плате из државне благајне. 1/3 села у Србији је пусто. Дажбине се плаћају комори (главна — порез на земљиште), пошто је у Србији једини феудалац држава. Осим „коморских“ постоје и „хајдучка“ села.
Београд је засебан: има немачку и српску општину. Срби имају свој збор угледних људи и општински одбор са кнезом/бировом који је и судија.

## Оружане снаге
Седиште војске је у Београду где су смештени гренадири и пешадија. Још 3 коњичке дивизије распоређене су по Шапцу, Ваљеву, Руднику и Јагодини. Поред тога постоји и српска милиција која је организована у капетанате (15) по селима (нису спојена у територијалну целину) и којој је на челу оберкапетан Вук Исаковић. „Хајдучка“ села налазе се углавном уз границу и има их различити број по дистриктима (од 2 до 15). Уживају одређене повластице, а треба да чувају границу, путнике и скоротече.

## Крај хабзбуршке управе
Новим ратом и тзв. Београдским миром (1739. године) Османско царство је успело да поврати део територија што је претходним изгубила, укључујући све територије јужно од Дунава и Саве, као и Малу Влашку. Месно српско становништво опет је погодило ратно разарање, прогони и одмазде.
Последњи аустријско-турски рат био је тзв. Дубички рат (1788—1791), у коме је опет Аустрија позивала Хришћане у Босни да се дигну на устанак. Након њега нових аустријско-турских сукоба више није било све до двадесетог века и пропасти обе царевине.